# Warszawa Centralna
Warszawa Centralna (česky doslova Varšava ústřední nádraží) je hlavní nádraží ve Varšavě, jedna z nejdůležitějších a největších podzemních železničních stanic v Evropě.

## Historie
Stanice byla navržena během rozmachu ekonomiky v roce 1970. Od samého počátku se stanice potýkala s problémy. Její inovativní design byl změněn několikrát během stavby, což nepříznivě ovlivnilo kvalitu stavebních prací a funkčnost stanice. Z propagandistických důvodů bylo rozhodnuto dokončit stanici narychlo tak, aby byla připravena pro návštěvu Leonida Brežněva v roce 1975. Tento spěch poukázal na kvalitu stavby, vyžadující okamžité opravy, které trvaly do roku 1980.
V letech 2010-2012 prošla železniční stanice částečnou rekonstrukcí v souvislosti s konáním Mistrovství Evropy ve fotbale 2012, které se konalo v Polsku a na Ukrajině v období od 8. června do 1. července 2012. Rekonstrukční práce začaly v polovině roku 2010 a byly dokončeny počátkem roku 2012.
Rekonstrukci nádraží zajistila společnost PORR Polska, náklady na opravy se vyšplhaly na 47 milionů zlotých.

## Obecný přehled

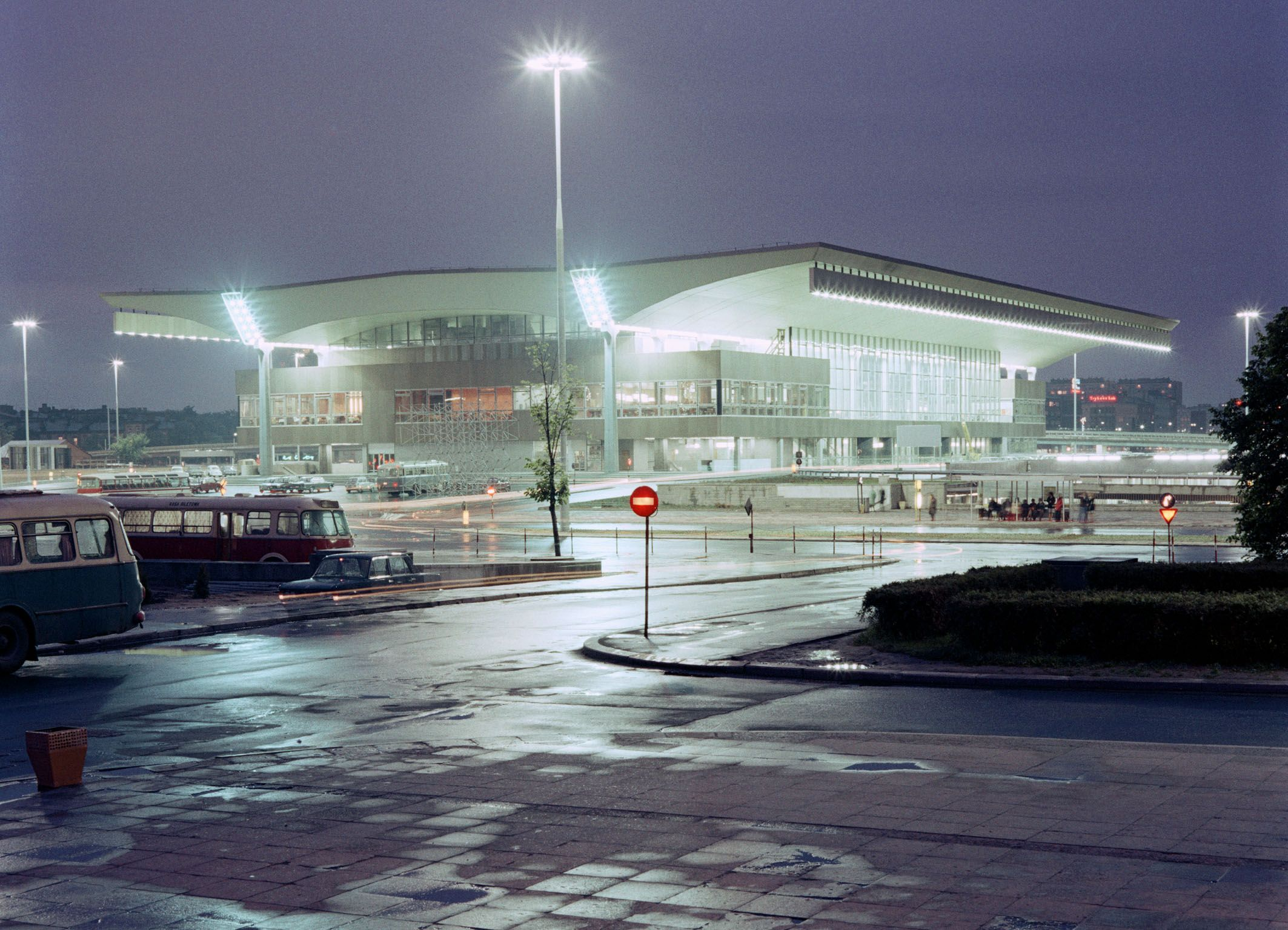
Nádraží ve Varšavě bylo opakovaně chváleno odborným architektonickým tiskem, například ve Švýcarsku.

Stavba započala v roce 1972 a dokončena byla v roce 1975. Tato stanice je propojena železničním tunelem k sousedním varšavským stanicím Warszawa Wschodnia Osobowa - Varšava východ a Warszawa Zachodnia - Varšava západ. Stanice obsluhuje především dálkové vnitrostátní i mezinárodní spoje dopravce PKP Intercity, včetně spoje Berlin-Warszawa-Express provozovaného společně s německým dopravcem DB Fernverkehr.
Kolejiště stanice je umístěno v podzemí. Nadzemní staniční budova je propojena systémem podzemních chodeb o délce 300 metrů se sousedící stanicí pro regionální dopravu Warszawa Śródmieście - Varšava centrum, která slouží spojům společnosti Koleje Mazowieckie, Szybka Kolej Miejska w Warszawie, a dále se stanicí Warszawa Śródmieście WKD - Varšava centrum WKD sloužící spojům Warszawska Kolej Dojazdowa. Kromě toho je areál stanice od roku 2007 propojen s objektem Złote Tarasy - Zlaté terasy, což je komerční, kancelářský a zábavní komplex v centru Varšavy mezi ulicemi Jana Pawla II. a Emilii Plater. U nádraží jsou zastávky čtyř tramvajových a 16 autobusových linek.
Varšavské centrální nádraží se také několikrát objevilo ve filmu. Kupříkladu zde probíhalo natáčení polské komedie Janusza Majewskiego, Jerzego Pilcha z roku 2006 Miłość w przejściu podziemnym.

## Přehled dopravních schémat

Koleje Mazowieckie
Szybka Kolej Miejska w Warszawie
Warszawska Kolej Dojazdowa
Varšavský železniční uzel

## Železniční doprava
Varšavské centrální nádraží slouží - s několika málo výjimkami - prakticky pouze dálkové dopravě. Regionální spoje využívají především nedalekou stanici Warszawa Śródmieście. Varšavské centrální nádraží není výchozí stanicí netranzitních vlaků, tuto úlohu plní stanice Warszawa Wschodnia a Warszawa Zachodnia. Dálkové vnitrostátní, mezinárodní vlaky směřují kupříkladu do měst:
- Gdyně - (Gdynia Główna)
- Krakov - (Kraków Główny)
- Poznaň - (Poznań Główny)
- Štětín - (Szczecin Główny)
- Vratislav - (Wrocław Główny)
- Białystok - (Białystok (nádraží))
- Valbřich - (Wałbrzych Główny)
- Berlín - (Berlin Hauptbahnhof)
- Vídeň (Wien Hauptbahnhof)
- Moskva (Москва Белорусская)
- Budapešť (Budapest Keleti pályaudvar)
- Budapest (Budapest Nyugati pályaudvar)
- Kyjev - (Kyjiv-Pasažyrskyj)
- Grodno (Гродна)
- Praha (Praha hlavní nádraží)
- Bratislava (Bratislava hlavná stanica)

## Galerie

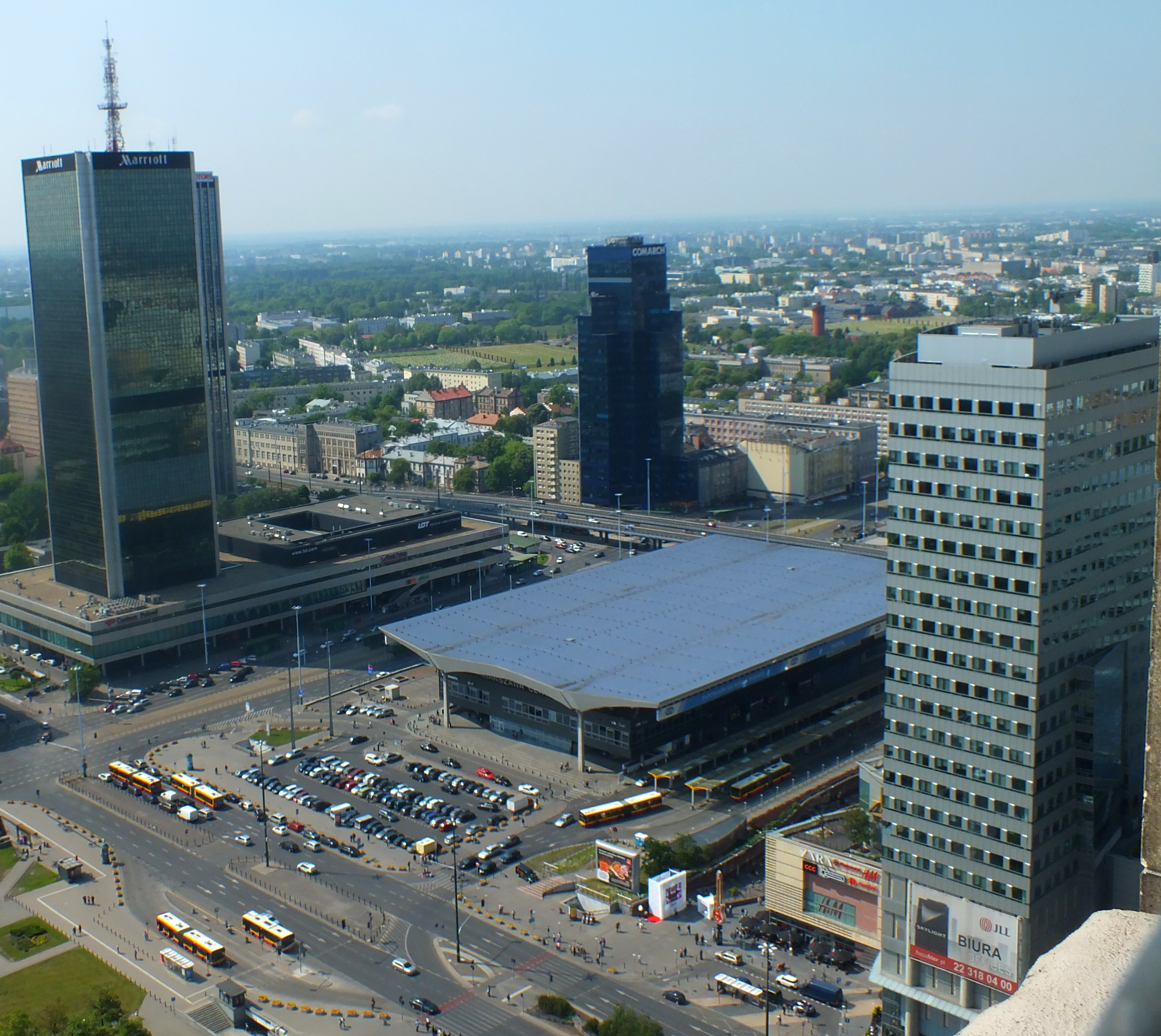
Při pohledu z Paláce kultury a vědy
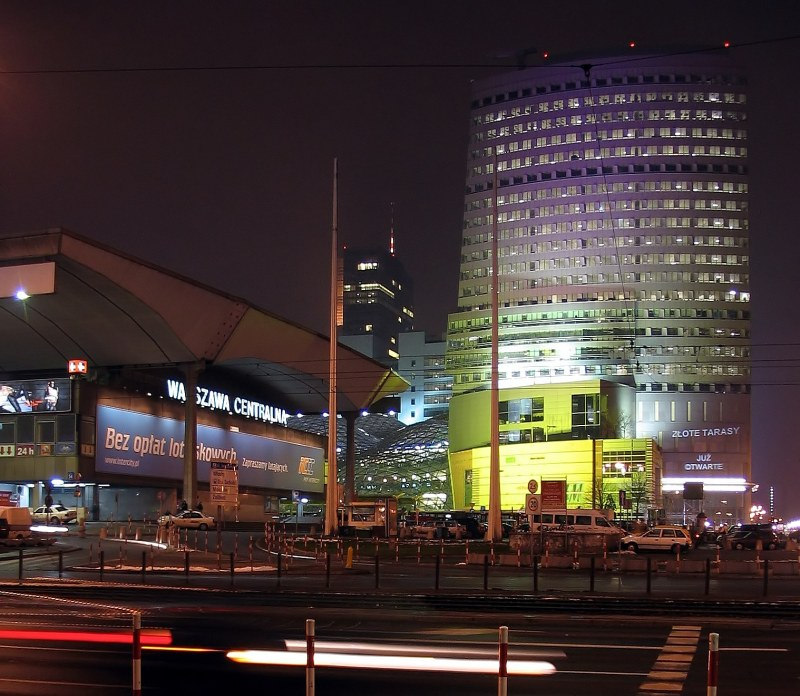
Warszawa Centralna a Złote Tarasy
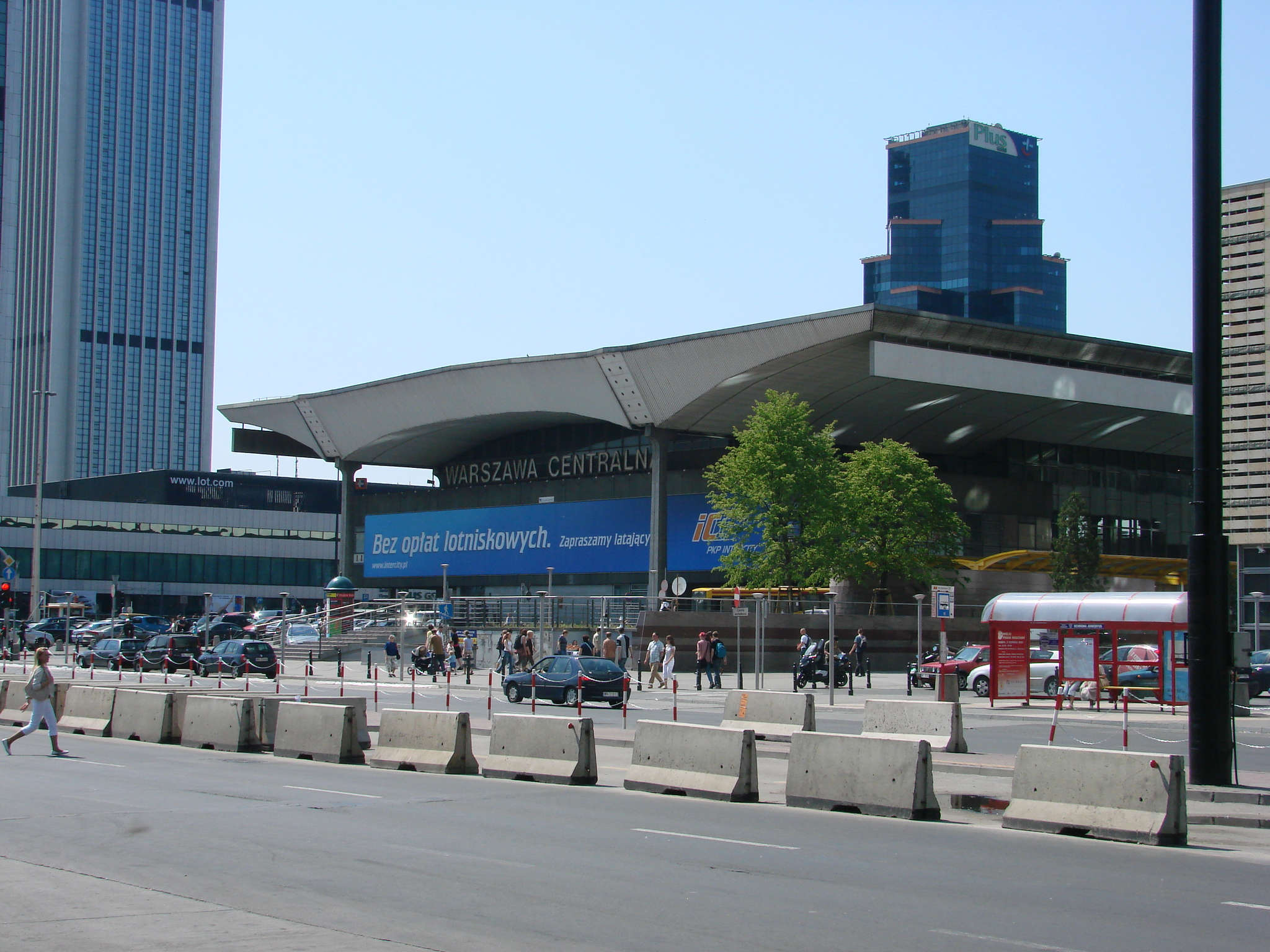
Ulice Emilii Plater ve Varšavě
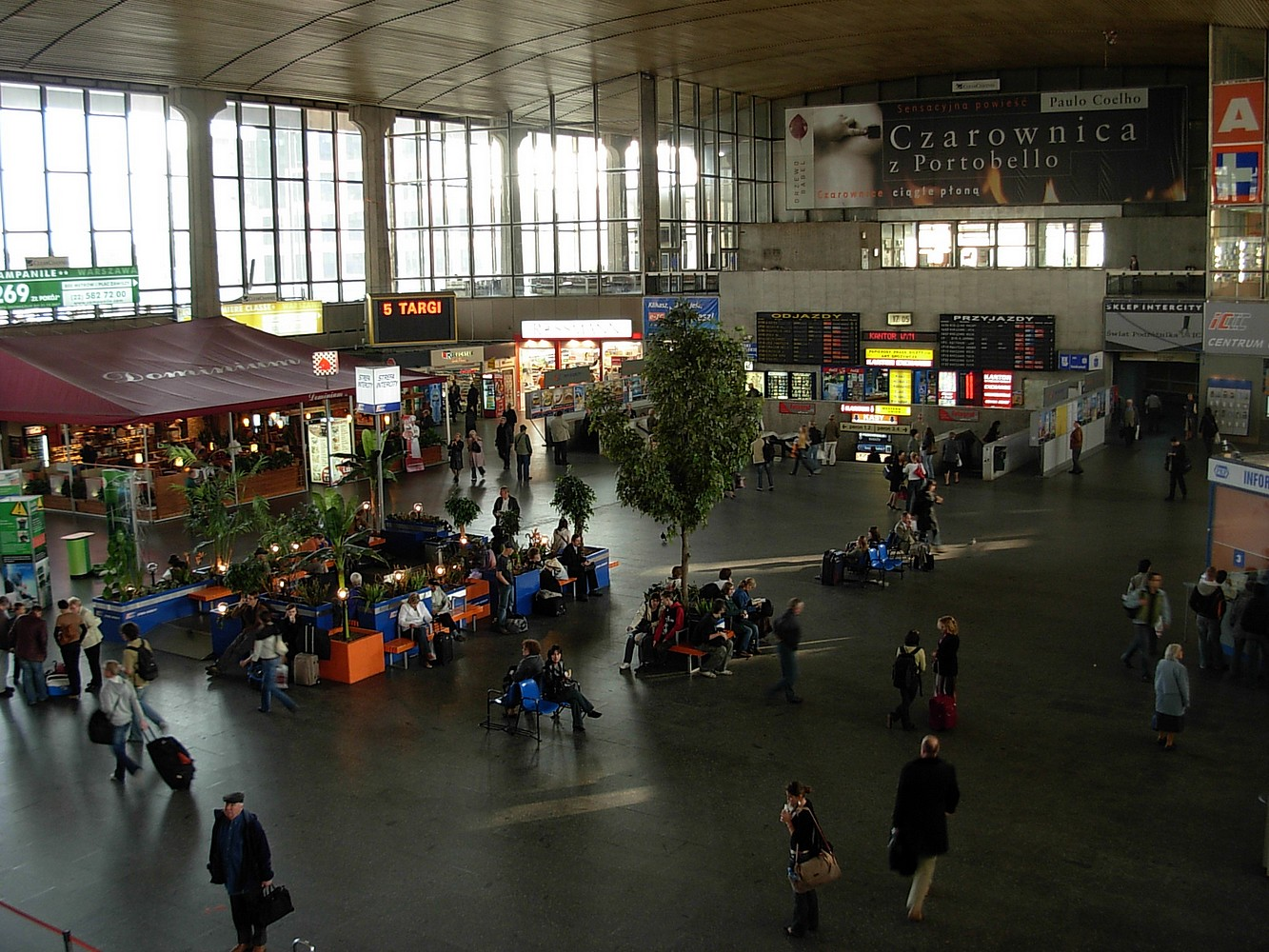
Warszawa Centralna (1990)
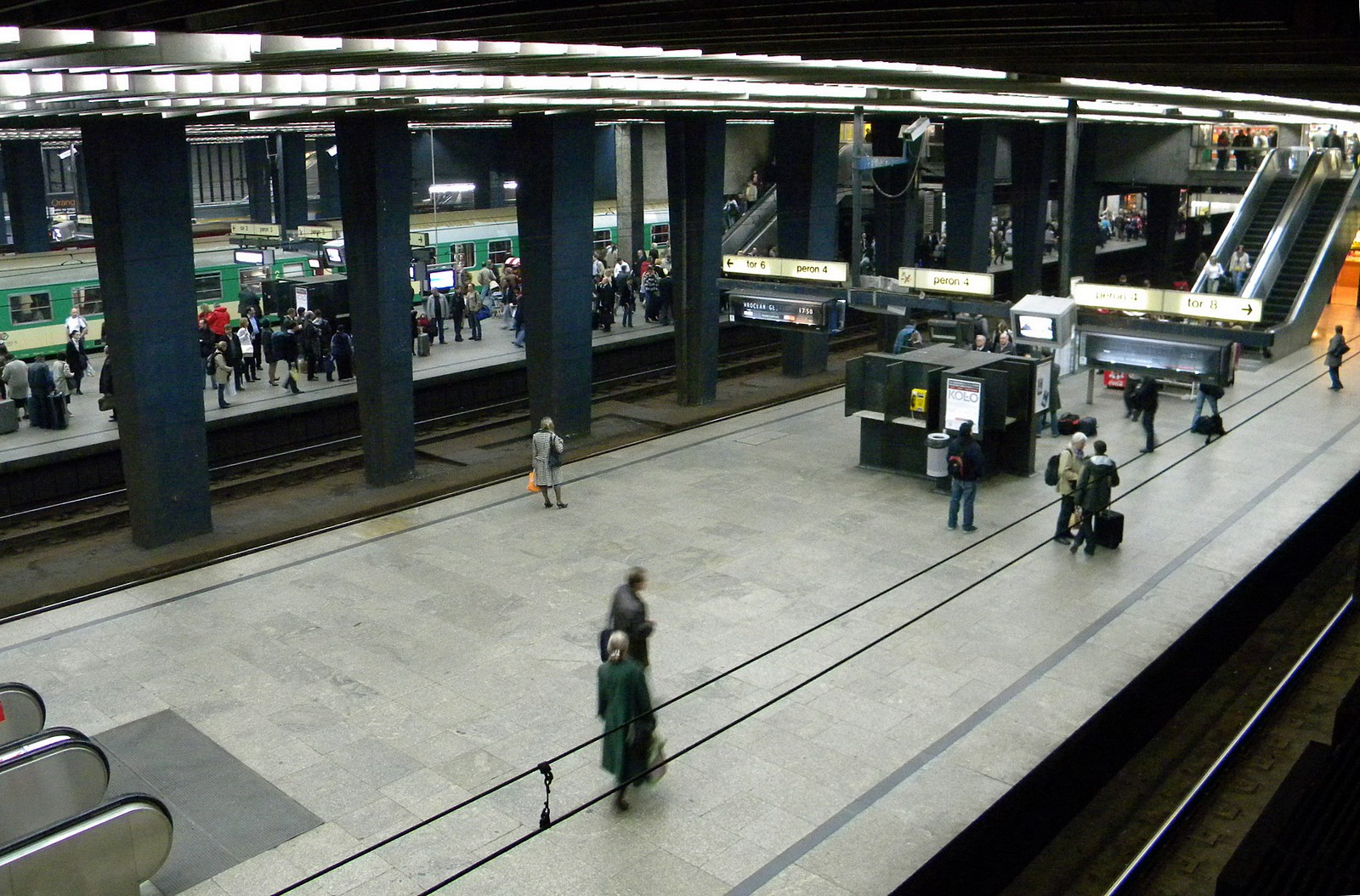
Podzemní nástupiště
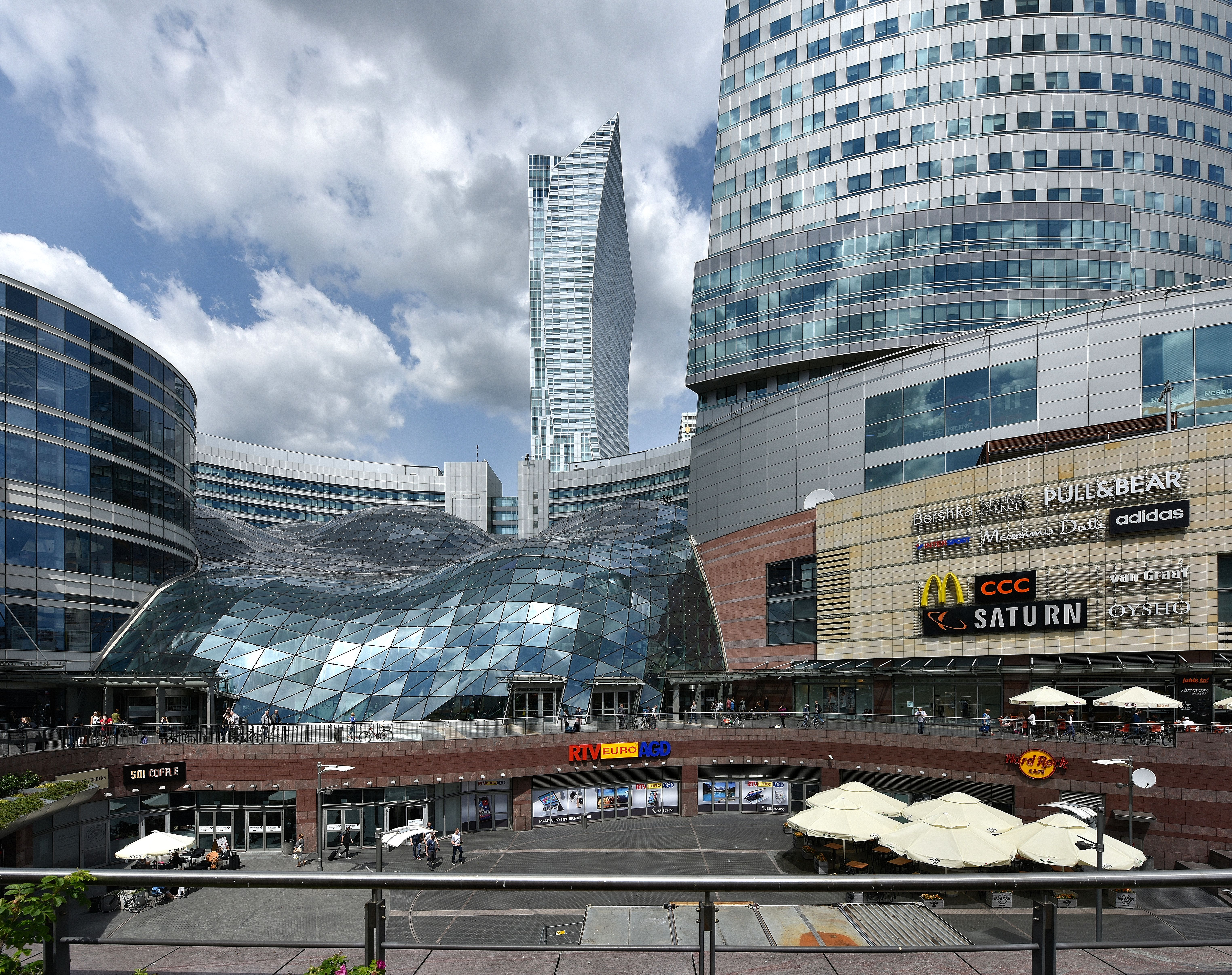
Komerční, kancelářský a zábavní komplex (Zlaté terasy)
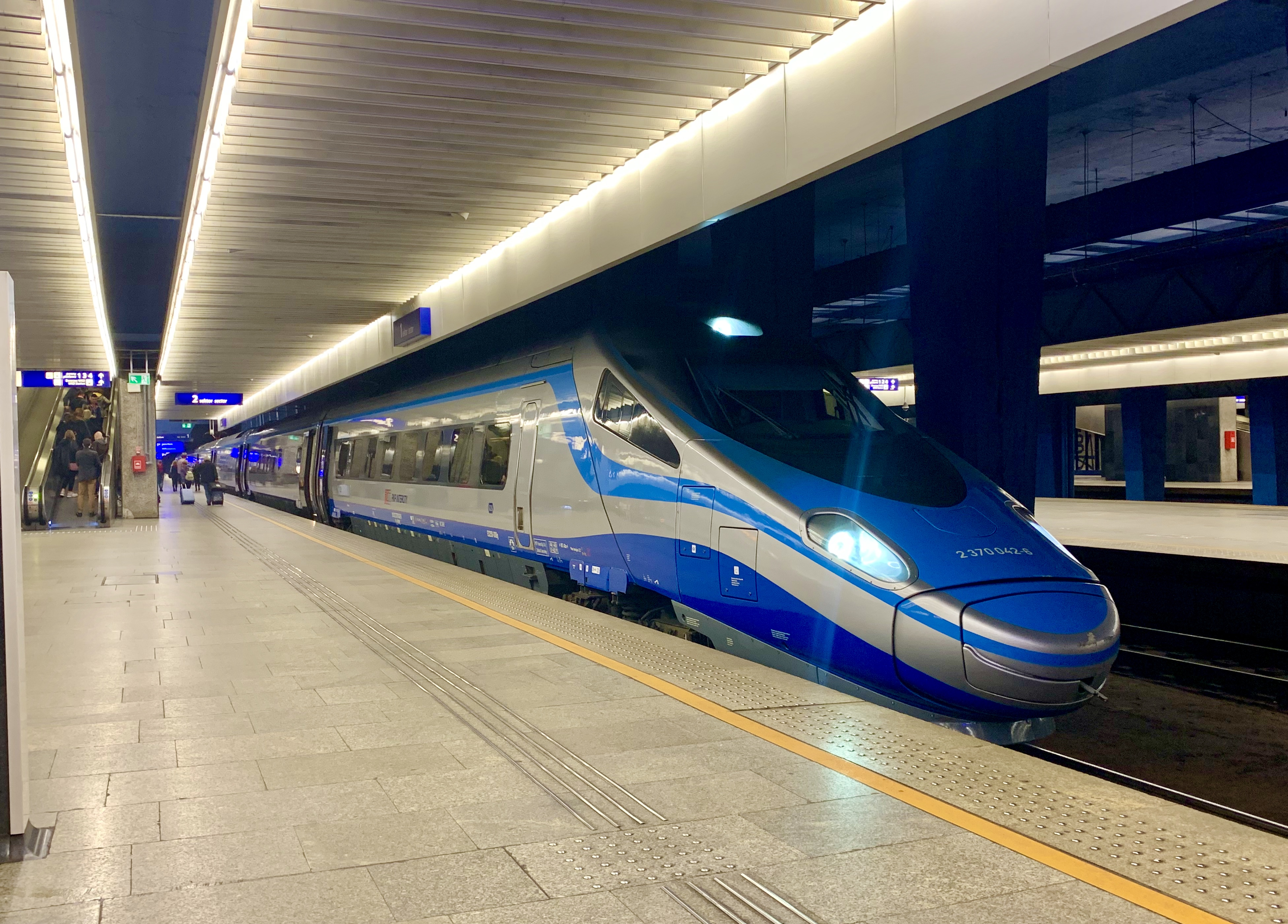
Pendolino
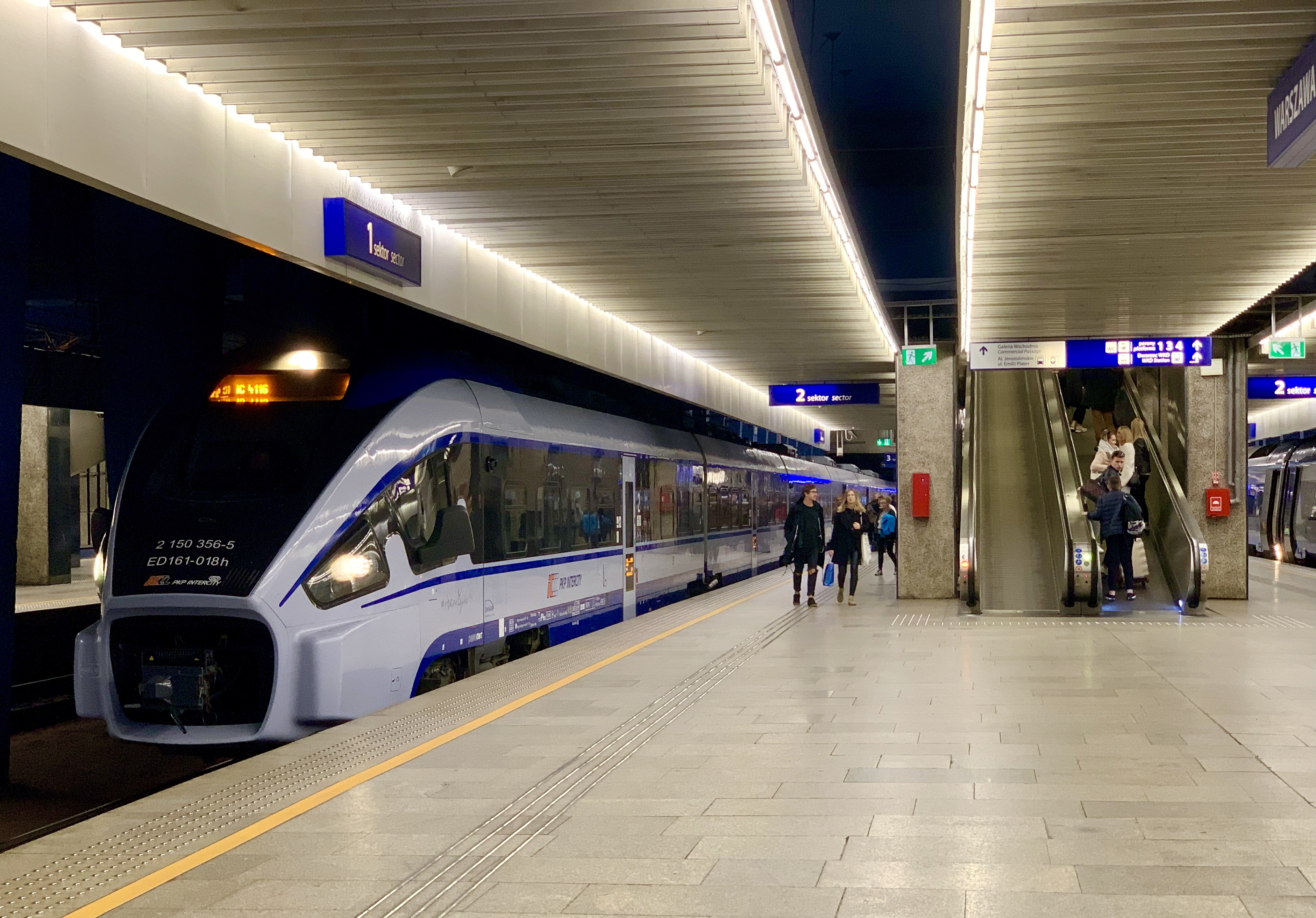
Dart
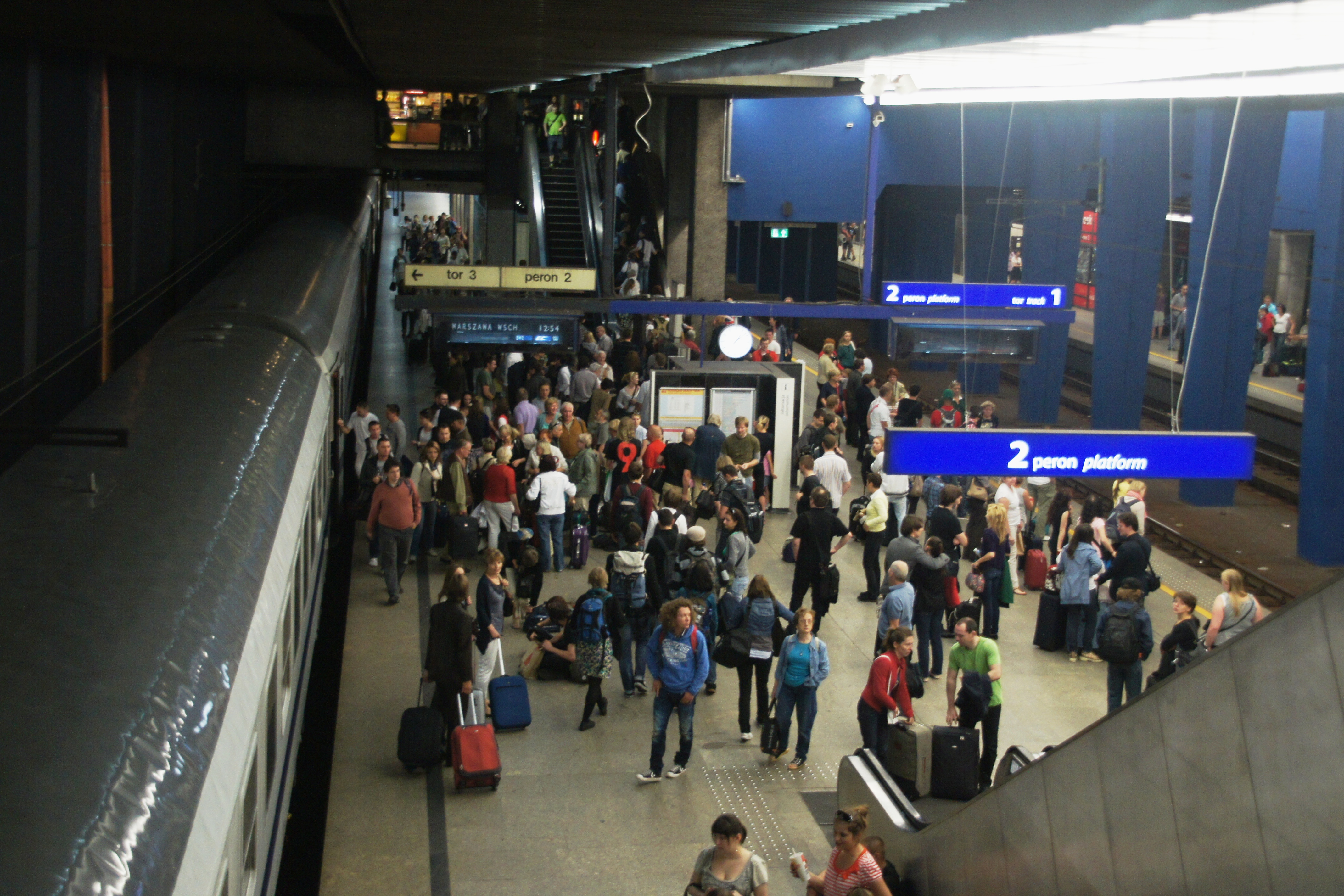
Nástupiště